# 蔣瑞卿
蔣瑞卿（1551年—？），字景雲，號省庵，直隸常州府宜興縣人，民籍，明朝政治人物。

## 生平
萬曆四年丙子科應天府鄉試第八名，萬曆五年丁丑科會試第九十八名，未殿试，八年（1580年）庚辰科登二甲第三十一名進士。通政司觀政，次年授南京户部主事，十五年致仕。

## 家族
曾祖蔣鎬，曾任壽官；祖父蔣環，曾任壽官；父蔣禮。母諸氏。